# Fayez Banihammad
Fayez Banihammad (Sharjah, 19 de marzo de 1977-Nueva York; 11 de septiembre de 2001) fue un terrorista emirati, identificado por el FBI como uno de los secuestradores del vuelo 175 de United Airlines que se estrelló en la Torre Sur del World Trade Center.
Nació en los Emiratos Árabes Unidos, y luego abandonó su familia en busca de un trabajo. Se cree que terminó parando en los campos de entrenamientos terroristas de al Qaeda, donde fue elegido por Osama Bin Laden para participar en los atentados del 11 de septiembre de 2001.
Banihammad llegó a los Estados Unidos en mayo de 2001, utilizando una tarjeta visa de turista. El 11 de septiembre, él y otros cuatro hombres, secuestraron el vuelo 175 de United Airlines y lo estrellaron contra la Torre Sur del World Trade Center a las 9:02:59 hora local.

## Biografía
Banihammad era de la región de Khor Fakkan, Sharjah, Emiratos Árabes Unidos, y su padre fue Muhammad Fayez Banihammad, un director de escuela.